# Adfærd
Adfærd (fra oldnordisk atferð, jævnfør fornsvensk atfærdh) eller opførsel henfører til et objekt eller en organismes aktioner eller reaktioner, sædvanligvis i relation med omgivelserne/miljøet eller med andre ord verdens stimuli via sanserne. For en psykolog kan adfærd også indbefatte kognition.
I samfundsmæssig henseende angiver ordet en persons måde at være på; handlemåde; ydre optræden.